# 江浦公园
江浦公园是位於中華人民共和國上海市杨浦区的公園，西面為江浦路，南邊為长阳路，東邊為齊齊哈爾路，北邊為昆明路。

## 历史
公園于2004年6月開建，2005年6月18日建成并对外开放。江浦公园佔地面积為3.85公顷。公園內有杨浦区城市规划展示馆，该馆佔地面积為928平方米，建筑面积为1428平方米。2016年，江浦公园曾进行过一次改造，2019年又进一步完善。公园内设有一共享篮球场，2019年3月1日起可通过客户端在线预约。
公园地下设有民防停车库，2021年起为缓解停车困难向周边居民开放。2022年8月22日起，公园改为24小时开放。

## 交通
- 上海轨道交通12号线、18号线：江浦公园站